# Alexa Guarachi
Alexa Guarachi (ur. 17 listopada 1990 w Fort Walton Beach) – chilijska tenisistka reprezentująca do 2015 roku Stany Zjednoczone, reprezentantka kraju w Pucharze Billie Jean King, finalistka French Open 2020 w grze podwójnej, medalistka igrzysk panamerykańskich i igrzysk Ameryki Południowej.

## Kariera tenisowa
W grze podwójnej zwyciężyła w pięciu turniejach cyklu WTA Tour z jedenastu rozegranych finałów. Oprócz tego osiągnęła też jeden finał deblowy kategorii WTA 125K series. Guarachi zdobyła również w swojej karierze jeden tytuł singlowy i dwadzieścia deblowych w rozgrywkach ITF. 2 listopada 2015 osiągnęła najwyższe w karierze – 347. miejsce w rankingu singlowym WTA Tour. W rankingu deblowym najwyżej klasyfikowana była 20 września 2021 – na 11. miejscu.
Jako studentka University of Alabama brała udział w rozgrywkach uniwersyteckich.
W 2018 roku zdobyła na igrzyskach Ameryki Południowej złoty medal w grze podwójnej oraz brązowy w grze mieszanej. W 2019 roku zwyciężyła w zawodach mikstowych podczas igrzysk panamerykańskich. Od 2018 roku reprezentuje Chile w Pucharze Billie Jean King.

## Historia występów wielkoszlemowych
Legenda
     W, wygrany turniej
     F, przegrana w finale
     SF, przegrana w półfinale
     QF, przegrana w ćwierćfinale
     xR, przegrana w x rundzie
     Qx, przegrana w x rundzie kwalifikacji
     A, brak startu
     NH, turniej nie odbył się

### Występy w grze pojedynczej
Alexa Guarachi nigdy nie startowała w rozgrywkach gry pojedynczej podczas turniejów wielkoszlemowych.
| Sezon                  | 2006 | 2007 | 2008 | 2009–2010 | 2011 | 2012 | 2013 | 2014 | 2015 | 2016 | 2017 | 2018 | 2019 | 2020 | 2021 | 2022 | 2023 |
| ---------------------- | ---- | ---- | ---- | --------- | ---- | ---- | ---- | ---- | ---- | ---- | ---- | ---- | ---- | ---- | ---- | ---- | ---- |
| Ranking na koniec roku | 1308 | 1030 | 1107 | –         | –    | –    | –    | 624  | 349  | –    | 373  | 479  | 723  | 976  | –    | –    | –    |

### Występy w grze podwójnej
| Australian Open        | A | A | A | A | A | A   | A | A   | A   | A   | A | A   | A  | 1R | 2R | 3R | 3R | 2R | 0 / 5  | 6 – 5   |  |  |  |  |  |  |  |
| French Open            | A | A | A | A | A | A   | A | A   | A   | A   | A | A   | A  | 1R | F  | 1R | 1R | 1R | 0 / 5  | 5 – 5   |  |  |  |  |  |  |  |
| Wimbledon              | A | A | A | A | A | A   | A | A   | A   | A   | A | A   | 1R | 1R | NH | 1R | QF | 1R | 0 / 5  | 3 – 5   |  |  |  |  |  |  |  |
| US Open                | A | A | A | A | A | A   | A | A   | A   | A   | A | A   | 1R | 3R | 1R | SF | 3R | 1R | 0 / 6  | 8 – 6   |  |  |  |  |  |  |  |
|                        |   |   |   |   |   |     |   |     |     |     |   |     |    |    |    |    |    |    |        |         |  |  |  |  |  |  |  |
| Ranking na koniec roku | – | – | – | – | – | 992 | – | 977 | 384 | 219 | – | 151 | 78 | 59 | 26 | 13 | 42 | 69 | 0 / 21 | 22 – 21 |  |  |  |  |  |  |  |

### Występy w grze mieszanej
| Australian Open | A | A | A | A | A | A | A | A | A | A | A | A | A | A  | A  | 1R | 2R | A | 0 / 2 | 1 – 2 |  |  |  |  |  |  |  |
| French Open     | A | A | A | A | A | A | A | A | A | A | A | A | A | A  | NH | QF | 1R | A | 0 / 2 | 1 – 2 |  |  |  |  |  |  |  |
| Wimbledon       | A | A | A | A | A | A | A | A | A | A | A | A | A | 1R | NH | 2R | 1R | A | 0 / 3 | 0 – 3 |  |  |  |  |  |  |  |
| US Open         | A | A | A | A | A | A | A | A | A | A | A | A | A | A  | NH | QF | 1R | A | 0 / 2 | 2 – 2 |  |  |  |  |  |  |  |
|                 |   |   |   |   |   |   |   |   |   |   |   |   |   |    |    |    |    |   |       |       |  |  |  |  |  |  |  |
|                 |   |   |   |   |   |   |   |   |   |   |   |   |   |    |    |    |    |   | 0 / 9 | 4 – 9 |  |  |  |  |  |  |  |

## Finały turniejów WTA
| Legenda                     | Legenda |
| --------------------------- | ------- |
| Wielki Szlem                |         |
| Igrzyska olimpijskie        |         |
| WTA Tour Championships      |         |
| 2009 – 2020                 |         |
| WTA Premier Mandatory       |         |
| WTA Premier 5               |         |
| WTA Premier                 |         |
| WTA International Series    |         |
| WTA 125K series (2012–2020) |         |
| od 2021                     |         |
| WTA 1000 (obowiązkowe)      |         |
| WTA 1000 (nieobowiązkowe)   |         |
| WTA 500                     |         |
| WTA 250                     |         |
| WTA 125                     |         |

### Gra podwójna 12 (5–7)
| Końcowy wynik | Nr | Data                 | Turniej     | Nawierzchnia  | Partnerka          | Przeciwniczki                      | Wynik finału      |
| ------------- | -- | -------------------- | ----------- | ------------- | ------------------ | ---------------------------------- | ----------------- |
| Zwyciężczyni  | 1. | 22 lipca 2018        | Gstaad      | Ceglana       | Desirae Krawczyk   | Lara Arruabarrena Timea Bacsinszky | 4:6, 6:4, 10–6    |
| Finalistka    | 1. | 5 sierpnia 2018      | Waszyngton  | Twarda        | Erin Routliffe     | Han Xinyun Darija Jurak            | 3:6, 2:6          |
| Finalistka    | 2. | 28 kwietnia 2019     | Stambuł     | Ceglana       | Sabrina Santamaria | Tímea Babos Kristina Mladenovic    | 1:6, 0:6          |
| Finalistka    | 3. | 21 września 2019     | Kanton      | Twarda        | Giuliana Olmos     | Peng Shuai Laura Siegemund         | 2:6, 1:6          |
| Finalistka    | 4. | 19 października 2019 | Luksemburg  | Twarda (hala) | Kaitlyn Christian  | Coco Gauff Catherine McNally       | 2:6, 2:6          |
| Finalistka    | 5. | 16 lutego 2020       | Petersburg  | Twarda (hala) | Kaitlyn Christian  | Shūko Aoyama Ena Shibahara         | 6:4, 0:6, 3–10    |
| Zwyciężczyni  | 2. | 13 września 2020     | Stambuł     | Ceglana       | Desirae Krawczyk   | Ellen Perez Storm Sanders          | 6:1, 6:3          |
| Finalistka    | 6. | 11 października 2020 | French Open | Ceglana       | Desirae Krawczyk   | Tímea Babos Kristina Mladenovic    | 4:6, 5:7          |
| Zwyciężczyni  | 3. | 27 lutego 2021       | Adelaide    | Twarda        | Desirae Krawczyk   | Hayley Carter Luisa Stefani        | 6:7(4), 6:4, 10–3 |
| Zwyciężczyni  | 4. | 13 marca 2021        | Dubaj       | Twarda        | Darija Jurak       | Xu Yifan Yang Zhaoxuan             | 6:0, 6:3          |
| Zwyciężczyni  | 5. | 29 maja 2021         | Strasburg   | Ceglana       | Desirae Krawczyk   | Makoto Ninomiya Yang Zhaoxuan      | 6:2, 6:3          |
| Finalistka    | 7. | 5 sierpnia 2023      | Waszyngton  | Twarda        | Monica Niculescu   | Laura Siegemund Wiera Zwonariowa   | 4:6, 4:6          |

## Finały turniejów WTA 125

### Gra podwójna 2 (0–2)
| Końcowy wynik | Nr | Data          | Turniej | Nawierzchnia | Partnerka      | Przeciwniczki                  | Wynik finału      |
| ------------- | -- | ------------- | ------- | ------------ | -------------- | ------------------------------ | ----------------- |
| Finalistka    | 1. | 13 lipca 2019 | Båstad  | Ceglana      | Danka Kovinić  | Misaki Doi Natalja Wichlancewa | 5:7, 7:6(4), 7–10 |
| Finalistka    | 2. | 7 maja 2023   | Reus    | Ceglana      | Erin Routliffe | Storm Hunter Ellen Perez       | 1:6, 6:7(8)       |

## Występy w Turnieju Mistrzyń

### W grze podwójnej
| Rok  | Rezultat     | Partnerka        | Przeciwniczki                                                                                  | Wynik                                        |
| 2021 | Faza grupowa | Desirae Krawczyk | Hsieh Su-wei Elise Mertens Sharon Fichman Giuliana Olmos Barbora Krejčíková Kateřina Siniaková | 6:7(3), 2:6 0:6, 6:3, 11–9 7:5, 6:7(3), 7–10 |

## Wygrane turnieje rangi ITF
| turnieje z pulą nagród 100 000 $ |
| turnieje z pulą nagród 80 000 $  |
| turnieje z pulą nagród 60 000 $  |
| turnieje z pulą nagród 25 000 $  |
| turnieje z pulą nagród 15 000 $  |
| turnieje z pulą nagród 10 000 $  |

### Gra pojedyncza
|    | Data       | Turniej   | Naw.   | Przeciwniczka | Wynik            |
| 1. | 20/07/2014 | Vancouver | Twarda | Yuka Higuchi  | 6:3, 1:6, 7:6(6) |